# Einnahme der nordfriesischen Inseln
Missunde • Königshügel • Danewerk • Schlei • Oeversee • Jütland • Vejle • Jasmund • Düppeler Schanzen • Fredericia • Helgoland • Alsen • Lundby • Nordfriesische Inseln
Die Einnahme der nordfriesischen Inseln im Juli 1864 war die letzte militärische Operation des Deutsch-Dänischen Krieges zwischen Dänemark auf der einen Seite und Preußen und dem Kaisertum Österreich auf der anderen Seite um die zu Dänemark gehörenden Herzogtümer Schleswig und Holstein. Sie endete mit der Besetzung der nordfriesischen Inseln und der Insel Rømø (dt. Röm) durch österreichische Truppen.

## Vorgeschichte

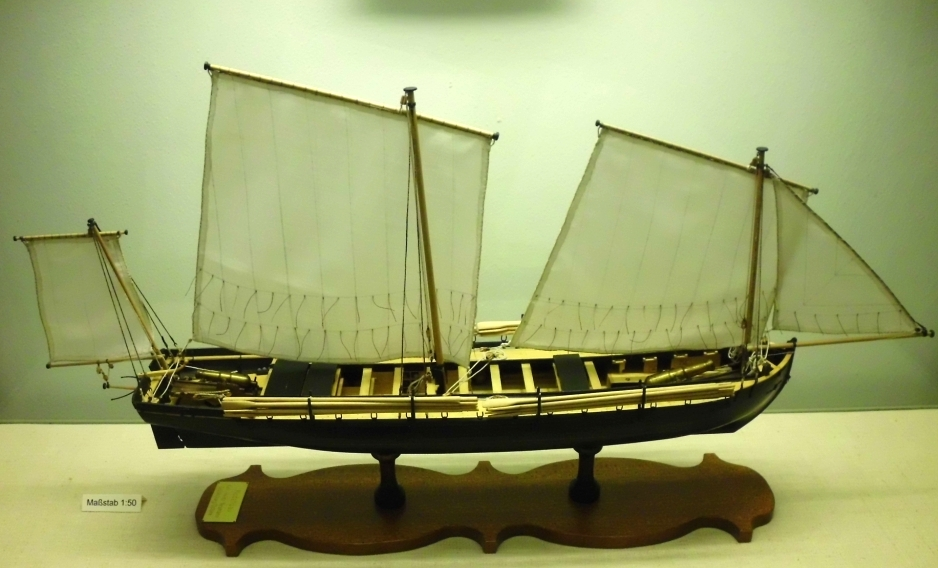
Ein Modell einer Ruderkanonenjolle, wie sie auf beiden Seiten zum Einsatz kam

Nachdem Preußen und Österreich infolge des preußischen Sieges bei Düppeln die Herzogtümer Schleswig und Holstein bereits weitgehend unter ihre Kontrolle gebracht hatten, trat am 12. Mai 1864 ein Waffenstillstand in Kraft. Nach dem Scheitern von Friedensverhandlungen auf der dafür einberufenen Konferenz von London einigten sich Preußen und Österreich in der Karlsbader Abmachung auf eine Fortsetzung der Kampfhandlungen. Mit Ende der Waffenruhe begann die Eroberung der restlichen Teile der Herzogtümer, wozu auch die nordfriesischen Inseln zählten. Amrum, Süd-Rømø (→Süderland bzw. dän. Sønderlandet), Nord-Sylt (→Listland) und West-Föhr (→ Westerland Föhr) gehörten jedoch nicht zum Herzogtum Schleswig, sondern waren Teil Dänemarks. Auch Teile der Bevölkerung waren dänisch.
Auf dänischer Seite wurde Kapitänleutnant Otto Christian Hammer, zugleich Zoll-, Leuchtfeuer- und Betonnungsinspektor von Wyk, mit der Verteidigung der nordfriesischen Inseln beauftragt. Seine Operationsbasis war Wyk auf Föhr. Um einen Aufstand der Bevölkerung zu unterdrücken, griff Hammer zu drakonischen Maßnahmen. Er ging auch gegen Unruhen auf Sylt vor. Zur Finanzierung dieses Kleinkriegs ließ er alle Zoll-, Steuer- und Postkassen beschlagnahmen. Am 3. März verhaftete er in dem zu Schleswig gehörendem Ort Keitum vier mutmaßliche Kollaborateure der Gegenseite, darunter Andreas Andersen. Am 13. Juni ließ er den ganzen Ort umstellen und acht Rebellen verhaften. Darunter befand sich der Heimatdichter Christian Peter Hansen, der das Verhalten Hammers als „tyrannisches Regiment“ und ihn als „Land und Leute tyrannisierenden Wikinger“ schilderte und seine persönlichen Ansichten in seinen späteren Schriften verbreitete.
Die Westküste Schleswig-Holsteins fiel in das Operationsgebiet Österreichs und Konteradmiral Bernhard von Wüllerstorf-Urbair entschied sich, die Inseln zu erobern. Er wurde dabei von preußischen Einheiten unterstützt. Aufgrund schlechten Wetters lief am 11. Juli die österreichisch-preußische Flottille zwei Tage später als geplant von Cuxhaven ins Operationsgebiet aus.

## Besetzung der Inseln

### Die Kräfte beider Seiten
Hammers Flottille  bestand aus
- dem Raddampfer Lymfjord,
- dem Schraubendampfboot Augusta,
- 8 Kanonenjollen mit jeweils 17 Mann und einem Geschütz,
- 12 Zollkuttern und
- zehn anderen Küstenfahrzeugen.

Der Gegner verfügte über
- das Panzerschiff Juan d’Austria (Österreich),
- das Linienschiff Kaiser (Österreich),
- das Dampfschiff Elisabeth (Österreich),
- das Kanonenboot Basilisk (Preußen),
- das Kanonenboot Blitz (Preußen),
- das Kanonenboot Seehund (Österreich),
- das Kanonenboot Wall (Österreich).

Da in Teilen des nordfriesischen Wattenmeeres nur Schiffe mit geringem Tiefgang eingesetzt werden konnten, waren die Dickschiffe meist nur indirekt an der Operation beteiligt. Die vier Kanonenboote standen unter dem Befehl des österreichischen Fregattenkapitäns Karl Kronowetter. Hinzu kamen die 5. und. 6. Kompanie des K.u.k. Feldjägerbataillon Nr. 9 aus der Steiermark unter Führung von Oberstleutnant Franz von Schidlach.

### Oland und Sylt
Am 6. Juli wurde Oland durch Generalstabshauptmann Wiesner mit neun Jägern in Besitz genommen. Die kleine Truppe war vom Festland hinüber gewatet. Da die Insel keinen militärischen Wert besaß, zogen sie nach zwei Stunden wieder ab. Die versuchte Landung auf Sylt am 12. Juli durch Feldjäger mit Ruderkanonenjollen wurde durch den Beschuss der dänischen und vielleicht auch der österreichischen Kanonenboote vereitelt. Denn die österreichische Marine war nicht verständigt worden, dass das österreichische Heer mit eingreifen sollte. Darauf bot Andreas Andersen drei österreichischen Heeresoffizieren an, sie von Højer Sogn zum österreichischen Flottenkommando vor List zu führen. Die Männer gingen von Jerpstedt aus durch das trocken gefallene Watt und erreichten die Schiffsflotte bis auf eine Drittelmeile, als die Flut einsetzte. In Lebensgefahr schwebend nahm sie das Kanonenboot „Seehund“ in letzter Minute an Bord. Dort übermittelten die Männer einen Befehl des Ministeriums aus Wien, dass das österreichische Landheer bei der Befreiung von Sylt und Föhr helfen soll. So versuchten die Feldjäger am 13. Juli noch einmal ihr Glück. Als sie jedoch wieder beschossen werden, zogen sie die kleinen Ruderboote einfach auf eine Sandbank und warteten auf die Ebbe, während der die Kanonenboote abziehen mussten. So gelangten schließlich 200 österreichische Feldjäger auf die Insel. Die 5. Kompanie setzte von Hoyer nach Keitum über und die 6. Kompanie von Klanxbüll nach Morsum; sie wurden von der deutsch gesinnten Bevölkerung als Befreier begrüßt. Vor Keitum hatten sie eine Ehrenpforte mit der Aufschrift: „Deutsche Brüder, seid willkommen!“ errichtet. In Morsum wurden die Soldaten festlich bewirtet und die vier Kommandeure zu Ehrenbürgern ernannt.

### Rømø, Föhr und Amrum und Blockade der nordfriesischen Inseln
Am 14. Juli wurde die Insel Rømø durch Hauptmann Wendt von Ballum aus besetzt. Am 16. Juli besetzten sie List und setzten mit zwei Kanonenboote nach Föhr und Amrum über.
Am 17. Juli wurden von den Alliierten die Zufahrtswege vom nordfriesischen Wattenmeer zur Nordsee von zwei österreichischen Verbänden unter Konteradmiral Bernhard von Wüllerstorf-Urbair und dem Vizeadmiral Wilhelm von Tegetthoff blockiert.

### Föhr, Langeneß und Gröde
Am 18. Juli um sechs Uhr morgens begann die Beschießung der dänischen Flottille im Hafen von Wyk auf Föhr und die Besetzung von Langeneß und Gröde.
Drei Stunden zuvor war jedoch bereits vom preußischen Oberstleutnant Gustav von Stiehle und dem dänischen Oberst Heinrich von Kauffmann (Chef des Generalstabs) in Christiansfeld der Waffenstillstand zwischen Preußen, Österreich und Dänemark unterschrieben worden, der am 20. Juli 1864 um zwölf Uhr in Kraft trat. Hammer erlangte vom Waffenstillstand früher als die alliierten Kräfte vor Ort Kenntnis und sandte einen Offizier zum österreichischen Kommandanten der SMS Elisabeth, der diesen über die Unterzeichnung eines Waffenstillstandes informierte. Die Alliierten stellten daraufhin das Feuer ein.

### Kapitulation der dänischen Verteidiger
Als die Alliierten davon Kenntnis erhielten, dass der Waffenstillstand erst am 20. Juli in Kraft trat, wurden am 19. Juli die Kampfhandlungen erneut aufgenommen. Im Ergebnis ergaben sich am 19. Juli sieben Offiziere, zwei Beamte und 185 Mann der dänischen Flottille angesichts der aussichtslosen Lage den alliierten Kräften. Hammer hatte die Nacht genutzt, um sich mit seinem Kanonenboot Liimfoerd in das Wattenmeer abzusetzen. Er wurde erst am Abend vom preußischen Kanonenboot Blitz gestellt, strich daraufhin die Flagge und übergab mit seinem ersten Offizier um 19:30 Uhr, wenige Stunden vor Inkrafttreten des Waffenstillstandes, seinen Degen. Dieser wurde vom Kommandanten der Blitz, Kapitänleutnant Archibald MacLean, an Prinz Adalbert weitergeleitet.

## Folgen
Die erbeuteten dänischen Schiffe wurden zunächst nach Cuxhaven verbracht und blieben in preußischem Besitz. Vom 20. bis 22. Juli wurde Hammer zunächst auf freiem Fuß zu seiner Familie nach Wyk entlassen. Er wurde bei seinen Ausgängen im Ort durch die österreichischen Jäger vor den Angriffen der deutschgesinnten Bevölkerung geschützt. Von den dänischgesinnten Insulanern wurde ihm ein Ehrensäbel überreicht. Dann wurde er über Husum, Rendsburg nach Altona in die Gefangenschaft abtransportiert. 
Aufgrund des Kriegsausganges und des daraus resultierenden Friedens von Wien wurden die Inseln zunächst Teil des Österreichisch-preußisches Kondominiums in Schleswig-Holstein. Die österreichischen Truppen blieben noch drei Monate auf den Inseln. Daher  wurde am 18. August 1864 auf Föhr der 34. Geburtstag  von Kaiser Franz Josef als Co-Landesherr feierlich begangen. Das Wyker Fleckenkollegium schickte ihm aus diesem Anlass ein Glückwunsch-Telegramm:

„Das befreite Föhr sendet […] Seiner Majestät dem Kaiser von Österreich seinen herzlichen Glückwunsch und tiefstgefühlten Dank.“

Mit der Gasteiner Konvention im Folgejahr wurde das Kondominium aufgelöst und die Inseln kamen unter preußische Herrschaft. 1866 wurden sie mit den anderen Gebieten der Herzogtümer Schleswig und Holstein von Preußen annektiert. Lediglich Rømø kam 1920 mit der Volksabstimmung in Schleswig zurück nach Dänemark.

## Erinnerung und Gedenken

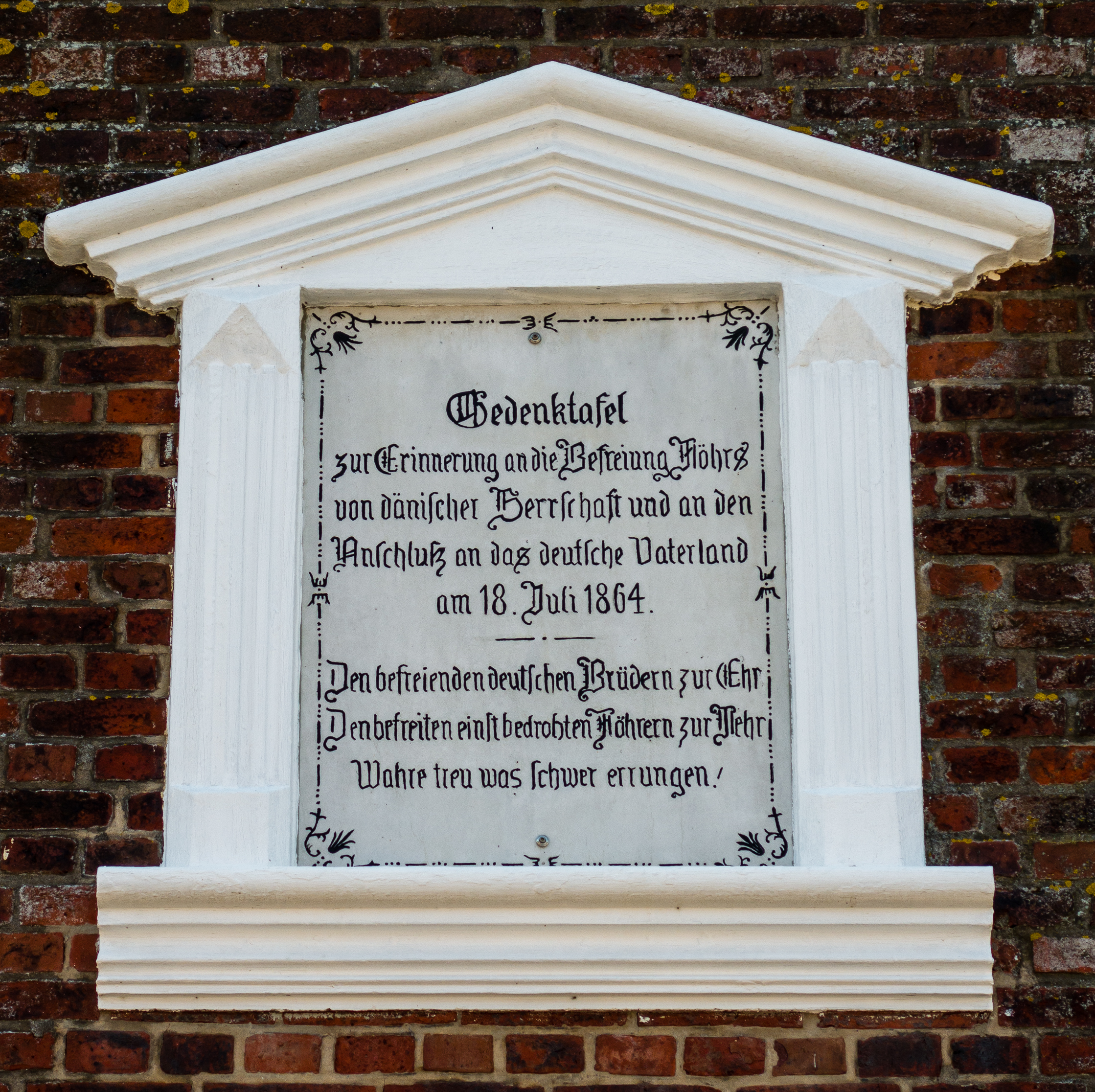
Erinnerungstafel in Wyk am Glockenturm

Auf der Insel Föhr in Wyk steht ein Grabstein mit dem Epitaph:
F. Tausendschön

und

A. Medwescheg

aus Steiermark

vom 9t. K.K. Feldjäger

Bataillon

gest. im Lazareth

zu Wyck auf Föhr

1864.

Befreiungstag

den 18t. Juli 1864
Die Todesursache beider Soldaten ist ungeklärt. Es ist aber überliefert, dass sie einander wegen eines Liebeshändels verwundeten und diesen Wunden im Lazarett (Redlefsens Hotel) zu Föhr am 30. Juli bzw. 7. August erlagen. Am 18. Juli 1865, dem Jahrestag der Befreiung, wurde der Grabstein unter großer Anteilnahme der Bevölkerung gesetzt. 2005 wurde er restauriert.